# Nunzio Galizia
Nunzio Galizia (Trento, prima del 1550 – Milano, dopo il 1621) è stato un pittore italiano ritrattista e artigiano.

## Biografia e opere
Poco si sa sulla sua vita. Era nato a Trento e aveva lavorato dal 1574 al 1595 a Milano, dove nel 1578 era nata la figlia Fede Galizia. Alla fine del XVI secolo, aveva lavorato per Casa Savoia di Torino, ma ritornò nel 1610 a Milano, dove viveva con la moglie Caterina e il resto della famiglia. Come probabile data di morte è indicato il terzo decennio del XVII secolo.
Oltre all'attività di pittore in miniature, era noto anche in molti altri rami delle arti applicate e mestieri. Particolarmente apprezzati sono stati le sue paste muschiate (con prezioso muschio profumato) che venivano utilizzate per adornare abiti da cerimonia. Fece un abito per il duca di Mantova Vincenzo I Gonzaga in occasione delle nozze nel 1589 del Granduca di Toscana Ferdinando I de' Medici. Disegnò i costumi per l'opera teatrale Caduta di Fetonte (1595) a Milano.